# Крисько Аліна Вікторівна
Алі́на Ві́кторівна Крисько́ — українська борчиня. Майстер спорту України..

## З життєпису
Народилась 2005 року. Вихованка Броварської ДЮСШ. Срібна призерка Всесвітніх ігор-2022 з ушу.